# Brownfield (Texas)
Pour les articles homonymes, voir Brownfield.
La ville de Brownfield est le siège du comté de Terry, dans l’État du Texas, aux États-Unis. Elle comptait 9 657 habitants lors du recensement de 2010, dont une majorité de Latinos.

## Démographie
| Groupe            | Brownfield | Texas | États-Unis |
| ----------------- | ---------- | ----- | ---------- |
| Blancs            | 79,6       | 70,4  | 72,4       |
| Autres            | 10,8       | 10,6  | 6,4        |
| Afro-Américains   | 6,0        | 11,9  | 12,6       |
| Métis             | 2,7        | 2,7   | 2,9        |
| Amérindiens       | 0,7        | 0,7   | 0,9        |
| Asiatiques        | 0,2        | 3,8   | 4,8        |
| Total             | 100        | 100   | 100        |
|                   |            |       |            |
| Latino-Américains | 51,9       | 37,6  | 16,7       |

Selon l'American Community Survey, pour la période 2011-2015, 63,83 % de la population âgée de plus de 5 ans déclare parler l'anglais à la maison, 32,88 % l'espagnol, 2,84 % l'allemand et 0,45 % une autre langue.

## Source
- (en) Cet article est partiellement ou en totalité issu de l’article de Wikipédia en anglais intitulé « Brownfield, Texas » (voir la liste des auteurs).

1. ↑  (en) « Brownfield, TX Population - Census 2010 and 2000 », sur censusviewer.com.
2. ↑  (en) « Population of Texas - Census 2010 and 2000 », sur censusviewer.com.
3. ↑  (en) « Language spoken at home by ability to speak English for the population 5 years and over », sur factfinder.census.gov.